# 桃華月憚 華劇草紙
『桃華月憚 華劇草紙』（とうかげったん かげきぞうし）は、テレビアニメ『桃華月憚』のドラマCDシリーズ。2007年9月26日と同年11月21日にエイベックス・マーケティングから発売された。

## 概要
TVアニメシリーズ本編で3本の脚本を手掛けた人気女性声優・山本麻里安が本作の脚本を担当。第一枚は胡蝶三姉妹と六条章子を主軸にセクシーなドラマが展開する。第二枚は主人公・守東桃香と、ヒロイン・川壁桃花を中心とした純愛系メロドラマを主軸に展開。このエクストラ企画CDにて初収録となるキャラクター・イメージソングを挿入歌として2曲～3曲収録。
初回盤生産仕様はピクチャーレーベル仕様。特別描き下ろしCDジャケット（イラスト原画：CARNELIAN）。
- 原作：オービット「桃華月憚」
- 脚本：山本麻里安
- 設定監修：望月智充

## 収録内容
（全作詞：望月智充、作曲・編曲：多田彰文） 

### 桃華月憚 華劇草紙「闘」
1. 胡蝶的夢 [4:01]
2. 哀恋章子 [1:52]
3. DAILY LOVE [2:24]
歌 - 六条章子（小林ゆう）
4. 雅蝶挑戦 [1:58]
5. 真琴緊縛 [1:44]
6. 胡蝶の夢 [2:04]
歌 - 胡蝶三姉妹（山本麻里安、渡辺明乃、下屋則子）
7. 爆走落花 [1:10]
8. 戦闘事始 [2:50]
9. 漢字対決 [5:39]
10. 料理勝負 [2:34]
11. 若-ニャ- [2:08]
歌 - ユーリカ（齋藤彩夏）
12. 華麗風呂 [2:28]
13. 母子場所 [1:53]
14. 姉妹羽化 [6:31]
15. 決戦始末 [7:05]
16. 演者喋場 [17:03]

### 桃華月憚 華劇草紙「恋」
1. 約束之端 [2:50]
2. ウキウキブギウギ [1:44]
歌 - 川壁桃花（早見沙織）
3. 鞠絵物語 [3:13]
4. 春的妄想 [2:45]
5. 猜疑深処 [2:52]
6. エネルジコ・ソング [2:06]
歌 - 犬飼真琴（喜多村英梨）
7. 御目文字 [4:25]
8. 思恋想悔 [2:33]
9. 言詞琴線 [3:12]
10. 波乱微風 [3:39]
11. 紅涙夢朧 [4:50]
12. 恋的感触 [3:54]
13. 約束之了 [3:33]
14. 演者喋場 [18:48]